# (36473) 2000 QB27
2000 QB27 (asteroide 36473) é um asteroide da cintura principal. Possui uma excentricidade de 0.12397860 e uma inclinação de 1.92560º.
Este asteroide foi descoberto no dia 24 de agosto de 2000 por LINEAR em Socorro.